# Proletár internacionalizmus
A proletár internacionalizmus vagy proletár nemzetköziség az internacionalizmus egyik fajtája, a kommunizmus egyik alapvető programja, amely a világ munkásságának összefogását, szolidaritását jelenti. Jelszó szerű összefoglalása a Világ proletárjai egyesüljetek!
A proletár internacionalizmus a munkásosztálynak és pártjának egyik legfontosabb ideológiai alapelve, ami a különböző országok dolgozóinak szolidaritását, együttműködését tartalmazza a tőkés rendszer ellen folytatott küzdelmükben. Arra az alapelvre épül, hogy a proletariátus osztályérdekei nemzeti, állami hovatartozásuktól függetlenül közösek.

## Története
A proletár internacionalizmus eszméje a nemzetközi kommunista mozgalom létrejöttével egyidejűleg keletkezett. Elsőként Karl Marx és Friedrich Engels fogalmazta meg a Kommunista kiáltványban.

## Tartalma
A proletár internacionalizmus feltételezi a különböző nemzetek dolgozóinak összefogását a burzsoázia elleni küzdelemben. Minden népet egyenrangúnak, egyenjogúnak tekint, élesen szembehelyezkedik minden nemzeti elnyomással, illetve a nacionalizmus, sovinizmus, rasszizmus és kolonializmus ideológiáival. Ellentétes továbbá a kozmopolitizmussal is annyiban, hogy nem mond le a nemzeti érzésekről, hagyományokról, kultúráról.